# Ormoy-Villers
Ormoy-Villers is een gemeente in het Franse departement Oise (regio Hauts-de-France) en telt 655 inwoners (2004). De plaats maakt deel uit van het arrondissement Senlis.

## Geografie
De oppervlakte van Ormoy-Villers bedraagt 10,4 km², de bevolkingsdichtheid is 63,0 inwoners per km².
De onderstaande kaart toont de ligging van Ormoy-Villers met de belangrijkste infrastructuur en aangrenzende gemeenten.

## Demografie
Onderstaande figuur toont het verloop van het inwonertal (bron: INSEE-tellingen).